# Новая Надежда (Волгоградская область)
Новая Надежда — посёлок в Городищенском районе Волгоградской области России, административный центр Новонадежнинского сельского поселения.
Население - 1746 (2021)

## История
Населённый пункт основан не позднее 1911 года. До 1917 года входил в состав Отраднинской волости Царицынского уезда Саратовской губернии. Лютеранское село на арендованной земле. С 1935 года в составе Новожизненского сельсовета Песчанского (Городищенского) района Сталинградского края.
28 августа 1941 года был издан Указ Президиума ВС СССР о переселении немцев, проживающих в районах Поволжья. Немецкое население было депортировано.
С 2005 года – административный центр Новонадежнинского сельского поселения

## География
Новая Надежда расположена в степной зоне на юге Приволжской возвышенности, относящейся к Восточно-Европейской равнине, в балке, являющейся правым притоком реки Россошка. В окрестностях посёлка распространены светло-каштановые солонцеватые и солончаковые почвы.
По автомобильным дорогам расстояние до центра Волгограда составляет 25 км, до районного центра посёлка Городище 27 км. В 8 км к юго-востоку от посёлка расположен международный аэропорт Гумрак.
Климат
Климат умеренный континентальный с жарким летом и малоснежной, иногда с большими холодами, зимой. Согласно классификации климатов Кёппена климат характеризуется как влажный континентальный (индекс Dfa). Температура воздуха имеет резко выраженный годовой ход. Среднегодовая температура положительная и составляет +7,9 С, средняя температура января -7,9 С, июля +23,8 С. Многолетняя норма осадков - 395 мм, в течение года осадки распределены относительно равномерно: наибольшее количество осадков выпадает в июне - 40 мм, наименьшее в марте - 24 мм. 
Часовой пояс
Новая Надежда, как и вся Волгоградская область, находится в часовой зоне МСК (московское время). Смещение применяемого времени относительно UTC составляет +3:00.

## Население
Динамика численности населения по годам:
| 1911 | 1926 | 1936 | 1989 | 2002 |
| ---- | ---- | ---- | ---- | ---- |
| 114  | 110  | 250  | ≈240 | 1184 |

| 2010  | 2012  | 2013  | 2014  | 2015  | 2016  | 2017  |
| ----- | ----- | ----- | ----- | ----- | ----- | ----- |
| 1570  | ↗1577 | ↗1599 | ↘1596 | ↘1582 | ↗1594 | ↗1612 |
| 2018  | 2019  | 2020  | 2021  |       |       |       |
| ↗1653 | ↗1672 | ↗1707 | ↗1746 |       |       |       |